# Centro Médico Bnai Zion
El Centro Médico Bnai Zion (en hebreo: מרכז רפואי בני ציון) fue establecido en 1922 como el primer hospital judío de Haifa, el centro ofrece atención médica, educación, investigación y servicios a la población diversa y creciente del norte de Israel. En una encuesta el centro médico Bnai Zion fue votado como uno de los hospitales más conocidos de la región norte de Israel.

## Información

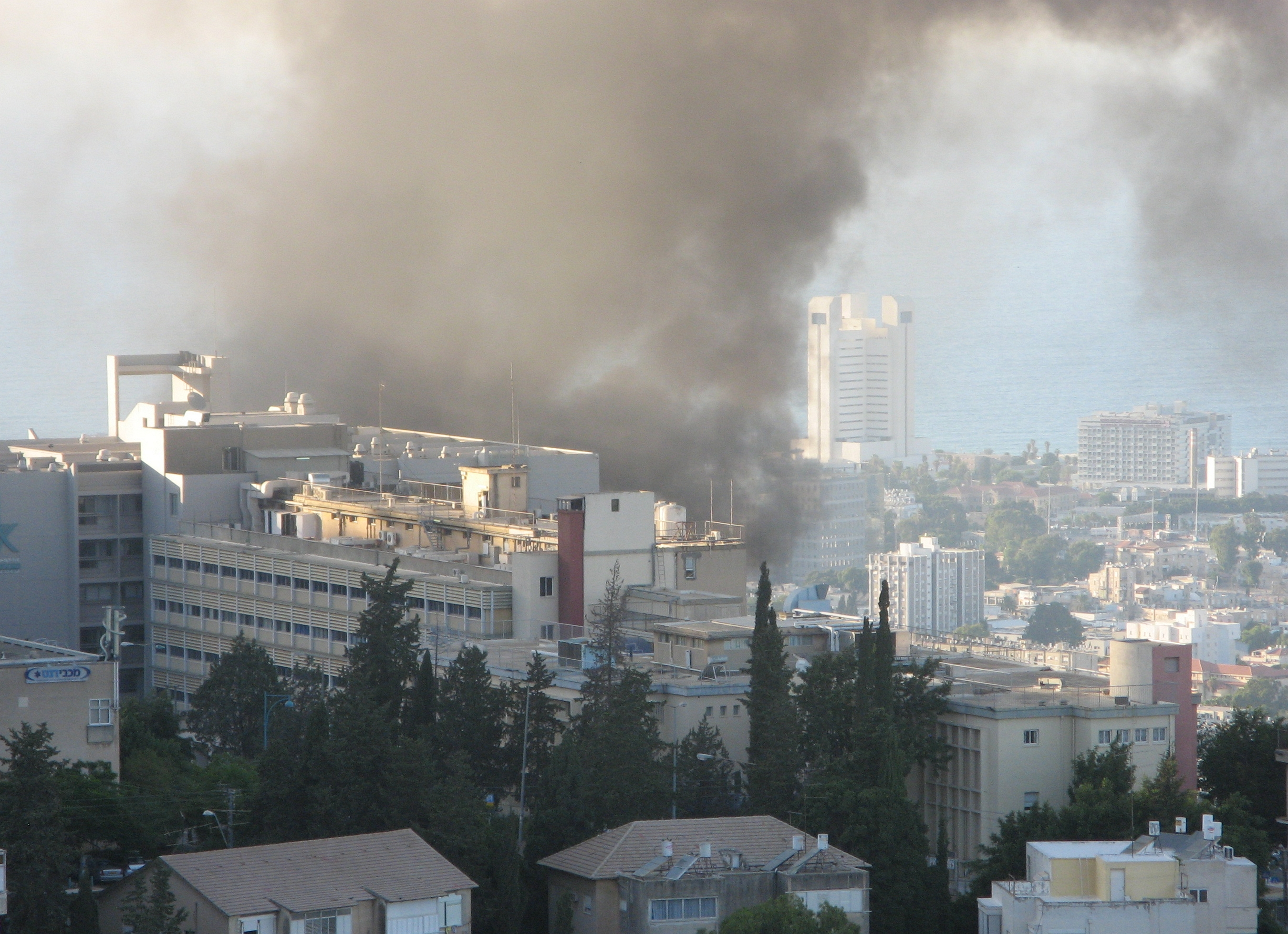
Bombardeo en Haifa, 2006.

### Datos generales
El centro médico es un hospital municipal que brinda atención médica, como servicios de rehabilitación que incluyen: terapia ortopédica, neurológica, cardiológica, física y ocupacional.

### Emergencias
El hospital se encuentra en estado de alerta constante, y está preparado para recibir a las víctimas de posibles conflictos armados, pues se ubica en una zona de batalla. En los momentos de emergencia nacional, todo el centro médico cambia al modo de crisis, y en los momentos del ataque, recibe a las víctimas gravemente heridas, las cuales son recibidas en el área de traumatología.

### Diversidad
El personal y los pacientes del centro médico Bnai Zion cuenta con diversas etnias y culturas como los árabes cristianos y musulmanes, los drusos y los judíos. Los médicos y el personal, de acuerdo a la filosofía del lugar, tienen que brindar atención médica independientemente de sus creencias o su origen étnico.

### Cooperación con el Ejército
Debido al nivel del centro médico, su servicio y personal, el estado de Israel lo ha designado como un hospital militar oficial que atiende las necesidades médicas de los soldados en la región. Durante y después de la Segunda Guerra del Líbano (2006), el hospital ha tratado a civiles y ha proporcionado servicios de rehabilitación a hombres y mujeres militares heridos. El centro se encuentra dentro del alcance de los ataques con cohetes desde el Líbano. Dado que la sala de emergencias del hospital es vulnerable, Bnai Zion está recaudando fondos para construir una nueva unidad subterránea protegida, que estará fortificada contra ataques nucleares, biológicos y químicos. En 2017 el fondo The Helmsley Trust donó dinero para la construcción inicial que contará con 58 camas y un servicio médico completo.

### Participación académica
El centro médico Bnai Zion está afiliado, con la Facultad de medicina Ruth & Bruce Rappaport del Technion (Instituto de Tecnología de Israel) y sirve como hospital de enseñanza para sus estudiantes. Varios de los jefes de departamento y médicos del centro están en la facultad y están asociados con sus diversas iniciativas de investigación médica. El hospital también opera una de las escuelas de enfermería más antiguas de Israel, que ofrece un título académico.

### Otros datos
Bnai Zion es un hospital general con 450 camas. El centro tiene un promedio de 142.000 visitas al año y la sala de emergencias recibe 65.000 visitas. En el centro se realizan 14.000 intervenciones quirúrgicas al año. Tienen lugar 3.500 nacimientos anuales. El centro tiene una plantilla de 1.800 empleados.